# 서머벨
D. C. 서머벨(Somervell)로 잘 알려진 서머벨(David Churchill Somervell ,16 July 1885 – 17 January 1965)은 자신의 원래 저서 이외에도 장구한 오랜 역사와 다른 여러 작품들을 단편으로 요약하는 기술에서 명성을 얻은바있다.
타임즈는 그의 부고 기사에서 "디즈레일리(Disraeli)와 글래드스톤(Gladstone)의 빅토리아 풍의 두 권의 전기를 짧은 양으로 응축 시켜 독자를 단념시키지 않았다"라고 평한바 있으며, 아놀드 J. 토인비(Arnold J. Toynbee)의 '역사의 연구 (Study of History)' 12권의 역사전집중 1~10권을 훌륭히 압축한 것으로 유명하다.
토인비(Toynbee)의 작품에 대한 그의 작업은 1988년 옥스포드대학교출판부(Oxford University Press)에서 2권으로 재발행되었으며, 이후 단권본이 발행되었다. 일반적으로 대부분의 경우에서 역사의 연구 단권 혹은 2권은 서머벨의 축약본이다.

## 같이 보기
- 역사의 연구